# Ниязов, Абдул-Вахед Валидович
Абду́л-Вахе́д Вали́дович Ния́зов (настоящие фамилия, имя и отчество — Вади́м Валериа́нович Медве́дев; 23 апреля 1969 года, Омск, СССР) — российский мусульманский общественный и политический деятель, президент Исламского культурного центра России — Общественного крыла Совета муфтиев России, председатель Совета директоров Salamword Corp.

## Биография
Родился 23 апреля 1969 года в Омске, русский.
После окончания средней школы проходил военную службу в инженерно-строительных войсках на постройке Байкало-Амурской магистрали.
В 1990 году поступил на дневное отделение Московского историко-архивного института, но был отчислен за неуспеваемость.
С апреля 1991 по настоящее время — президент Исламского культурного центра Москвы (с 1993 года — Исламского культурного центра России), созданного при финансовой поддержке посольства Саудовской Аравии в Москве.
С февраля 1994 — заместитель председателя исполкома Высшего координационного центра Духовных управлений мусульман России (ВКЦ ДУМР).
С мая 1995 — сопредседатель Союза мусульман России (СМР).
Осенью 1998 избран председателем Совета Общероссийского политического общественного движения «Рефах» (Благоденствие).
19 декабря 1999 в составе избирательного блока «Межрегиональное движение „Единство“ („Медведь“)» (баллотировался по общефедеральному списку Союза мусульман России) избран депутатом Государственной Думы ФС РФ третьего созыва. Работал заместителем председателя Комитета ГД РФ по регламенту и организации работы Государственной Думы. Был исключён из фракции за «провокационные» высказывания в поддержку «мирового исламского экстремизма и терроризма», которые сделал по поводу палестино-израильского конфликта во время Второй интифады.
С мая 2001 года — председатель Политического совета «Евразийской партии — Союза патриотов России».
В конце 2007 года возглавил движение «Мусульмане в поддержку президента Путина».
В 2011 году был избран Почётным президентом международной инициативы «SalamWorld», ставившей своей целью создание функционирующей в соответствии с нормами шариата социальной сети для мусульман.
C 2018 года является сооснователем и Президентом Европейского мусульманского форума.
Женат, воспитывает двух сыновей.
Несмотря на активную международную деятельность и частые международные поездки, большей частью проживает в России.

## Деятельность в рамках ИКЦР
За последний год ИКЦР под руководством Ниязова А. В. принял непосредственное участие в таких знаковых для российской уммы проектах, как проведение Международной конференции «Россия — Исламский мир: партнёрство во имя стабильности» в сентябре 2009 года.

## Отзывы о деятельности Ниязова А.В
Исламский культурный центр:

«Выражаем недоверие генеральному директору А.Ниязову и управделами Исламского культурного центра Д.Серажетдинову. Вся деятельность Ниязова и Серажетдинова направлена на личное обогащение».
Равиль Гайнутдин, председатель Совета муфтиев:

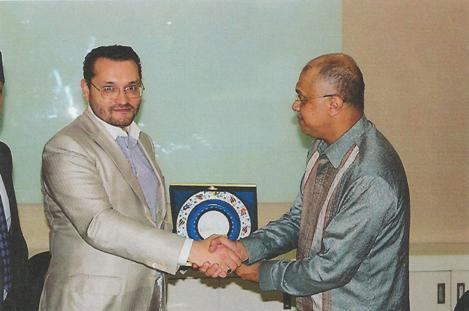
SW General Direcor

«За неоднократные нарушения устава и действия, приведшие к расколу мусульманской общины не только Москвы, но и России, А.Ниязов и Д.Серажетдинов отстранены от своих постов»

### Научная
- Лихачёв В. А. Палестино-израильский конфликт в зеркале российской прессы: от начала второй интифады до операции «Литой свинец» (2000–2010) // Евразийские исследования. — 2010. — № №1 (9). — С. 131—132. — ISSN 2072-5663. Архивировано 19 февраля 2013 года.
- Малашенко А. В. Исламское возрождение в современной России. — М.: Московский центр Карнеги, 1998. — С. 155. — 222 с.
- Силантьев Р. А. Новейшая история ислама в России. — М.: Алгоритм, 2007. — 576 с. — ISBN 978-5-9265-0322-4.
- Laruelle M., Peyrouse S. Islam et politique en ex-URSS (фр.) // Russie d'Europe et Asie centrale. — Editions L'Harmattan, 2005. — P. 108. — ISBN 9782747585583.

### Публицистика
- Гареев М. А., Акчурин Р. С., Мухамадиев Р. С., Мир-Хайдаров Р. М., Султанов Ф. Ф., Тулин С. З. О захвате дома Асадулаева // Федеральная просветительская газета «Татарский мир». — 2012. — № 11 (6346). — С. 4—5. Архивировано 20 февраля 2013 года.
- Вся Дума. Справочник // Коммерсантъ-Власть. — 25.01.2000. — № 3 (354). Архивировано 19 февраля 2013 года.
- Владимиров Андрей. Русские идут! // Итоги. — 04.10.2004. — № 40 (434). Архивировано 9 октября 2010 года.
- Интерфакс. Ниязов Абдул-Вахед, генеральный директор Исламского культурного центра России, вакиль (управляющий делами) Духовного управления мусульман азиатской части России // Интерфакс-Религия. Архивировано 20 февраля 2013 года.
- BBC. Muslim network Salamworld aims to be Facebook rival. 4 сентября 2012 года.